# Дані Хіменес
Даніель Хіменес Ернандес (ісп. Daniel Giménez Hernández, нар. 30 липня 1983, Віго) — іспанський футболіст, що грав на позиції воротаря.
Виступав у Ла Лізі за клуби «Райо Вальєкано» та «Реал Бетіс», а також за ряд іспанських клубів у нижчих лігах країни.

## Ігрова кар'єра
Вихованець клубу «Сельта» з рідного міста Віго. У дорослому футболі дебютував 2001 року виступами за резервну команду «Сельта Б», в якій провів три сезони, взявши участь у 8 матчах Сегунди Б, третього дивізіону чемпіонату Іспанії. Після цього протягом 2004—2009 років захищав кольори іншого клубу цього дивізіону, «Самори».
З «Саморою» Хіменес грав у фіналі плей-оф 2007/08 за вихід до Сегунди проти «Райо Вальєкано», і незважаючи на поразку (0:1, 1:1), на нього звернули увагу представники суперника і наступного року «Райо» підписало угоду з перспективним воротарем. У першому сезоні за мадридців Хіменес регулярно з'являвся в основі та відіграв 17 матчів, але у другому сезоні став дублером Давіда Кобеньйо, вийшовши на поле лише у 7 матчах чемпіонату. Тим не менш, того сезону він допоміг «Райо» повернутися в Прімеру після восьмирічної відсутності. Хіменес дебютував на найвищому дивізіоні 28 серпня 2011 року в нічийному (1:1) матчі проти «Атлетіка» (Більбао) і загалом у Прімері за «Райо» Хіменес відіграв 13 матчів за два сезони, залишаючись дублером Кобеньйо.
19 липня 2013 року 30-річний Хіменес підписав однорічний контракт із клубом Сегунди «Алькорконом». Провівши весь сезон в основі, він наступного сезону перебрався в «Реал Бетіс», що теж грав у другому дивізіоні, і в першому ж сезоні вийшов з ним у Прімеру. Всього провів у команді чотири роки своєї кар'єри гравця, але так основним воротарем і не став, зігравши лише 21 матч за клуб в усіх турнірах.
23 травня 2018 року Хіменес приєднався до «Депортіво» (Ла-Корунья), який нещодавно вилетів у Сегунду, де провів наступні два роки. За час свого перебування у команді він пропустив лише два матчі чемпіонату, але залишив клуб у серпні 2020 року після вильоту клубу до третього дивізіону.
9 грудня 2020 року Хіменес підписав короткострокову угоду з «Логроньєсом» з Сегунди , оскільки всі три воротарі першої команди (Рубен Міньйо, Роберто Сантамарія та Ярослав Мейхер) залишилися поза грою через травми. Зігравши за клуб 8 ігор у чемпіонаті і одну у кубку до кінця сезону, Хіменес завершив ігрову кар'єру 2021 року.

## Досягнення
- Переможець Сегунди: 2014/15